# Oud-Heverlee
Oud-Heverlee ist eine Gemeinde im südöstlichen Teil des Dijlelandes in der Provinz Flämisch-Brabant im Königreich Belgien. Diese Gemeinde in Flandern hat 11.474 Einwohner (Stand 1. Januar 2024) und liegt südlich von Löwen an der niederländisch-französischen Sprachgrenze. Oud-Heverlee besteht aus den fünf Teilgemeinden Oud-Heverlee, Blanden, Haasrode, Sint-Joris-Weert und Vaalbeek.

## Natur und Erholung
Trotz der Nähe zu Löwen ist die Gemeinde sehr grün. Mehr als 40 % der Gemeindefläche besteht aus Wald, der sich auf den Meerdaalbos, den Egenhovenbos und den Heverleebos verteilt. Diese Wälder werden als Überreste des Kohlenwaldes angesehen.
Ebenfalls auf dem Gebiet der Gemeinde befindet sich das Naturschutzgebiet "Doode Beemde".

## Bilder des Ortes

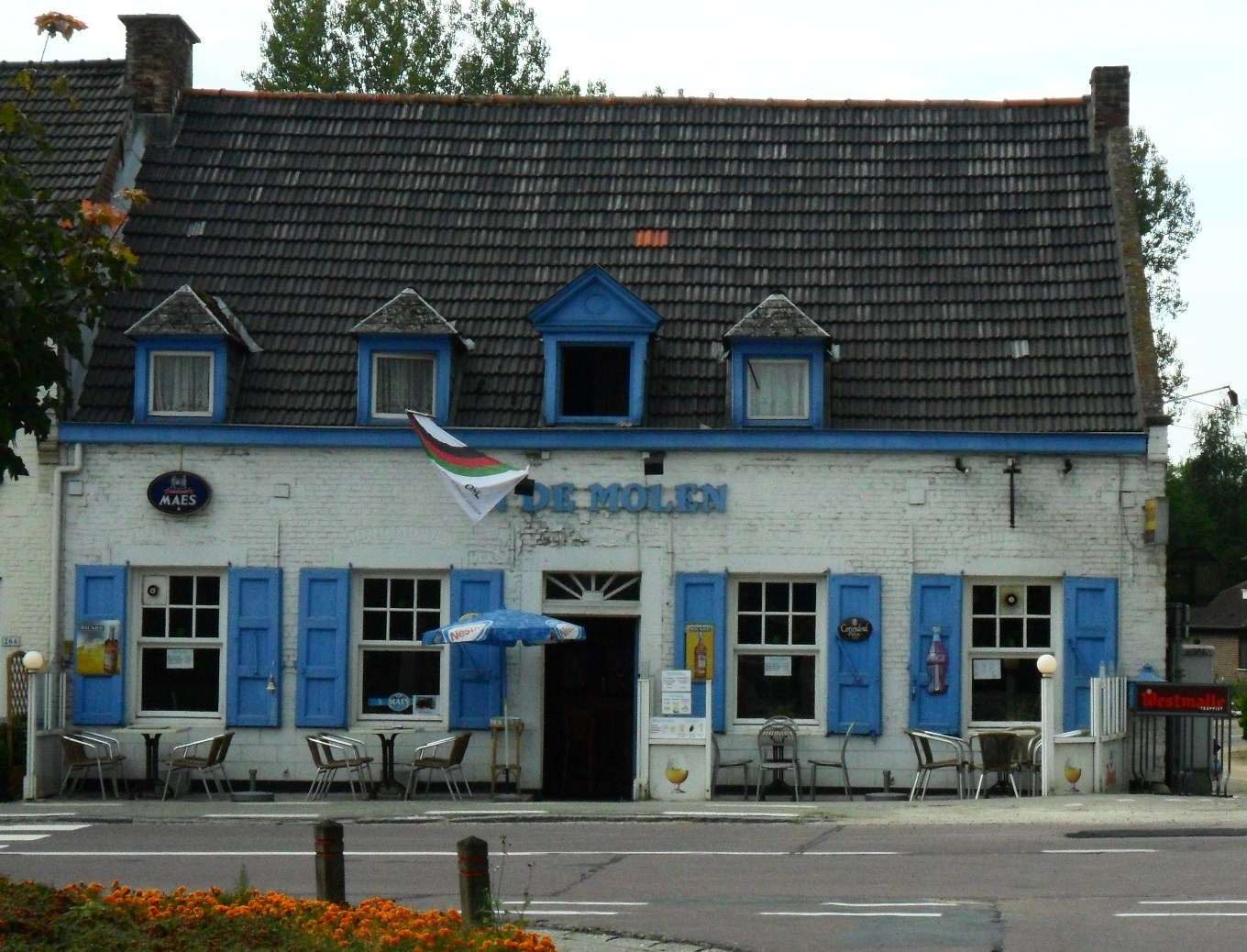
De Watermolen eine alte Wassermühle mit Gasthaus
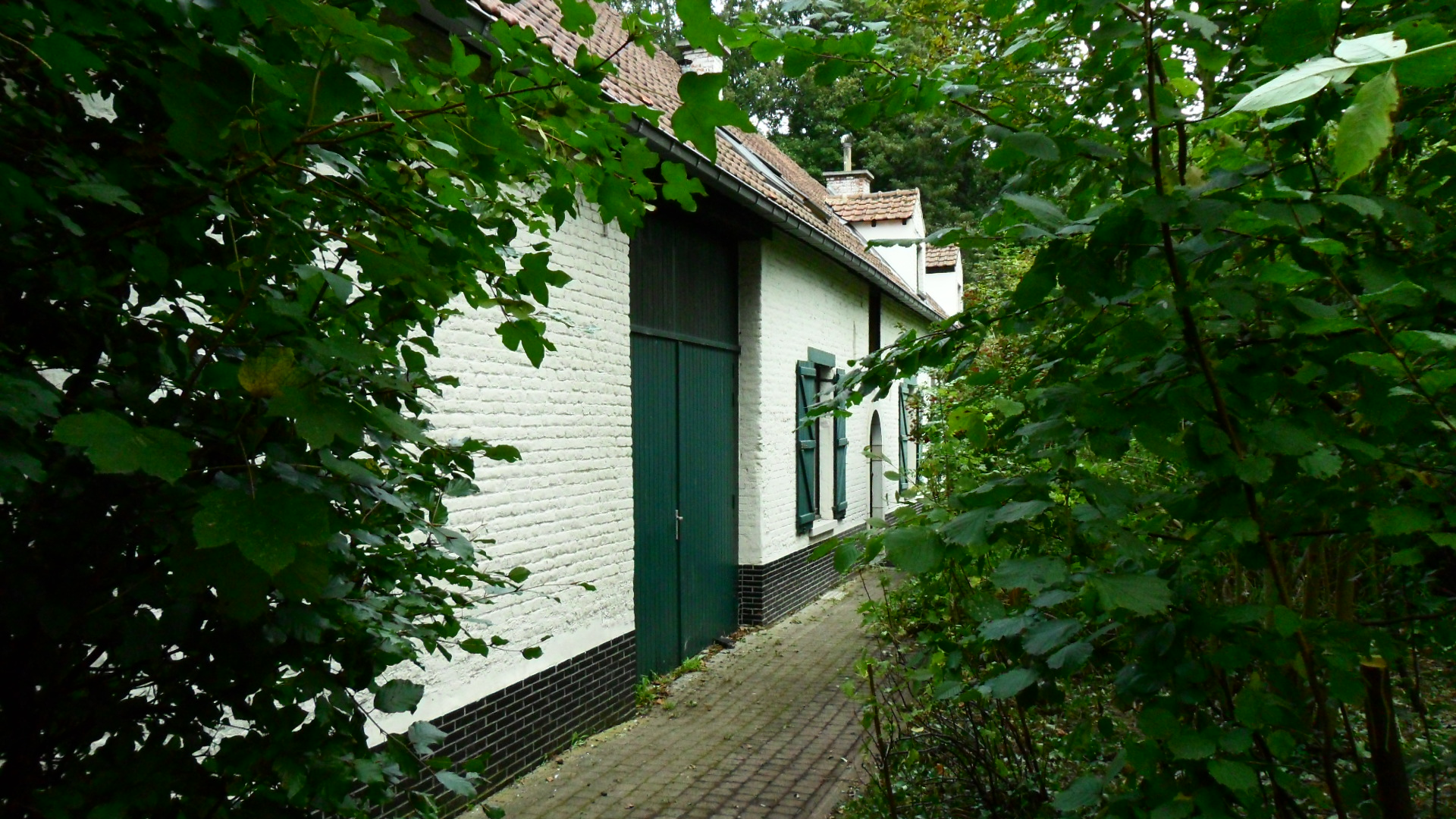
Ein altes Bauerngehöft
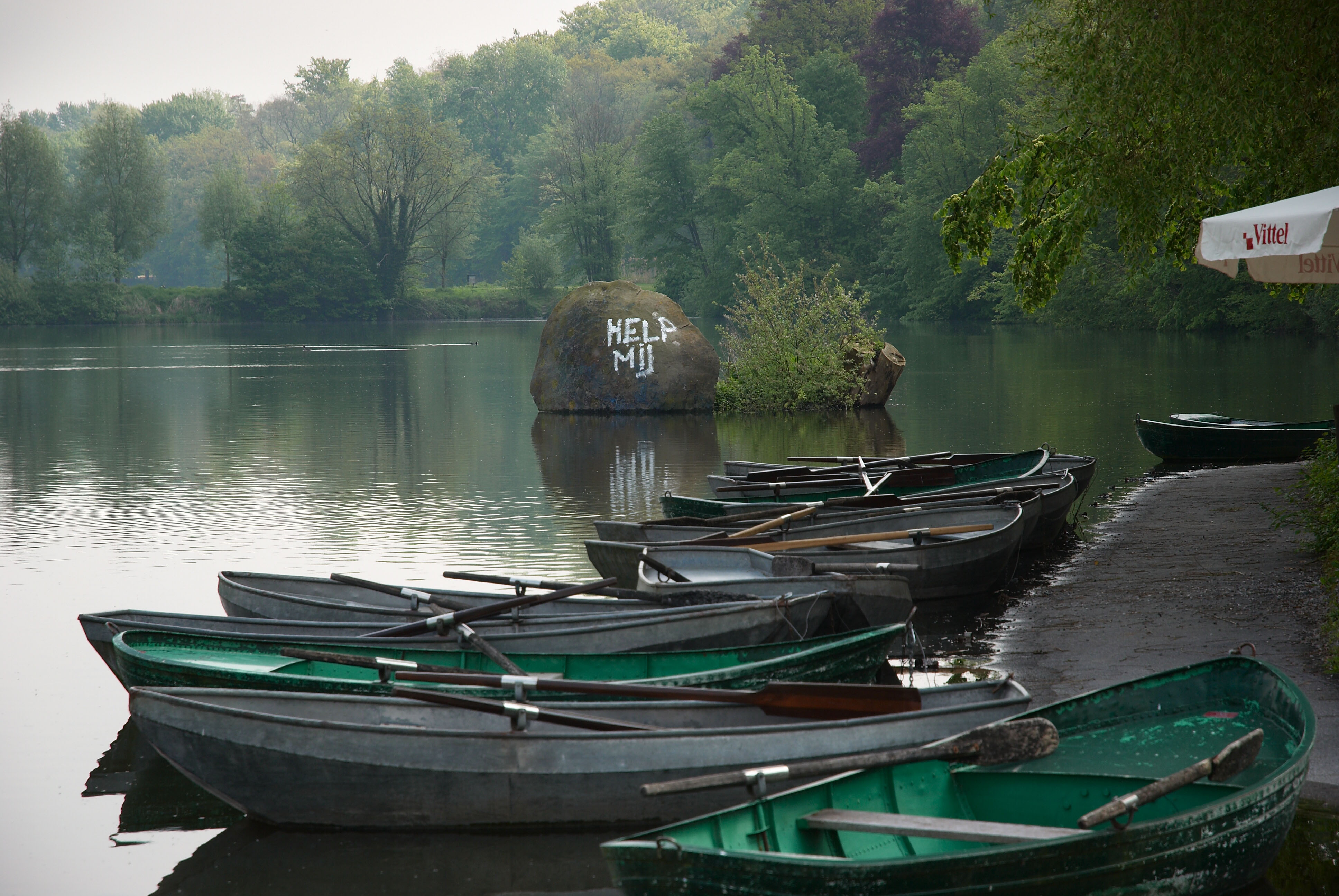
Zoete Waters heißt das Erholungsgebiet mit fünf Weihern in Oud-Heverlee.
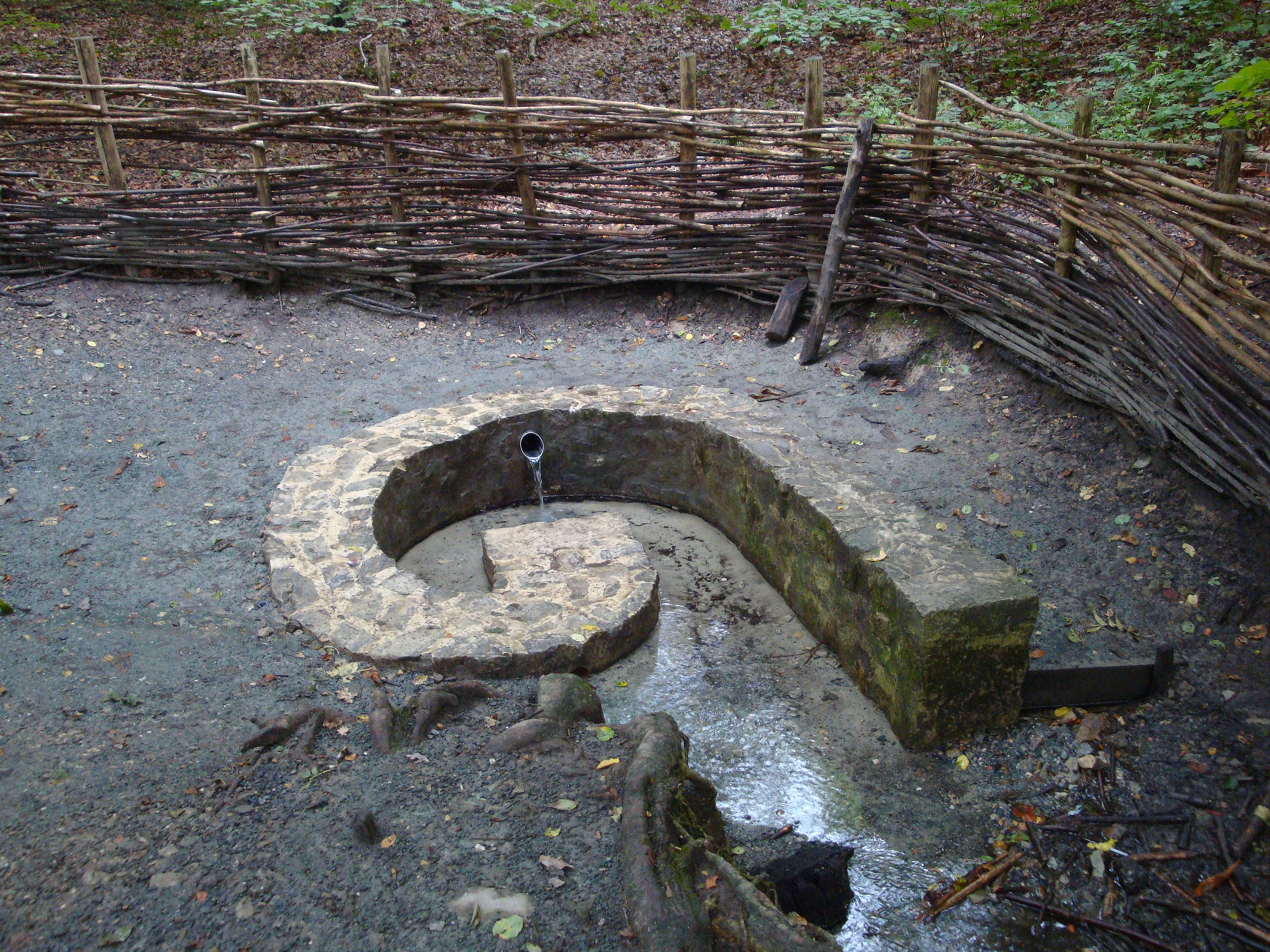
Minnebron, eine Quelle im Heverleebos in Oud-Heverlee

## Söhne und Töchter der Gemeinde
- André Delvaux (1926–2002), belgischer Regisseur

## Weblinks

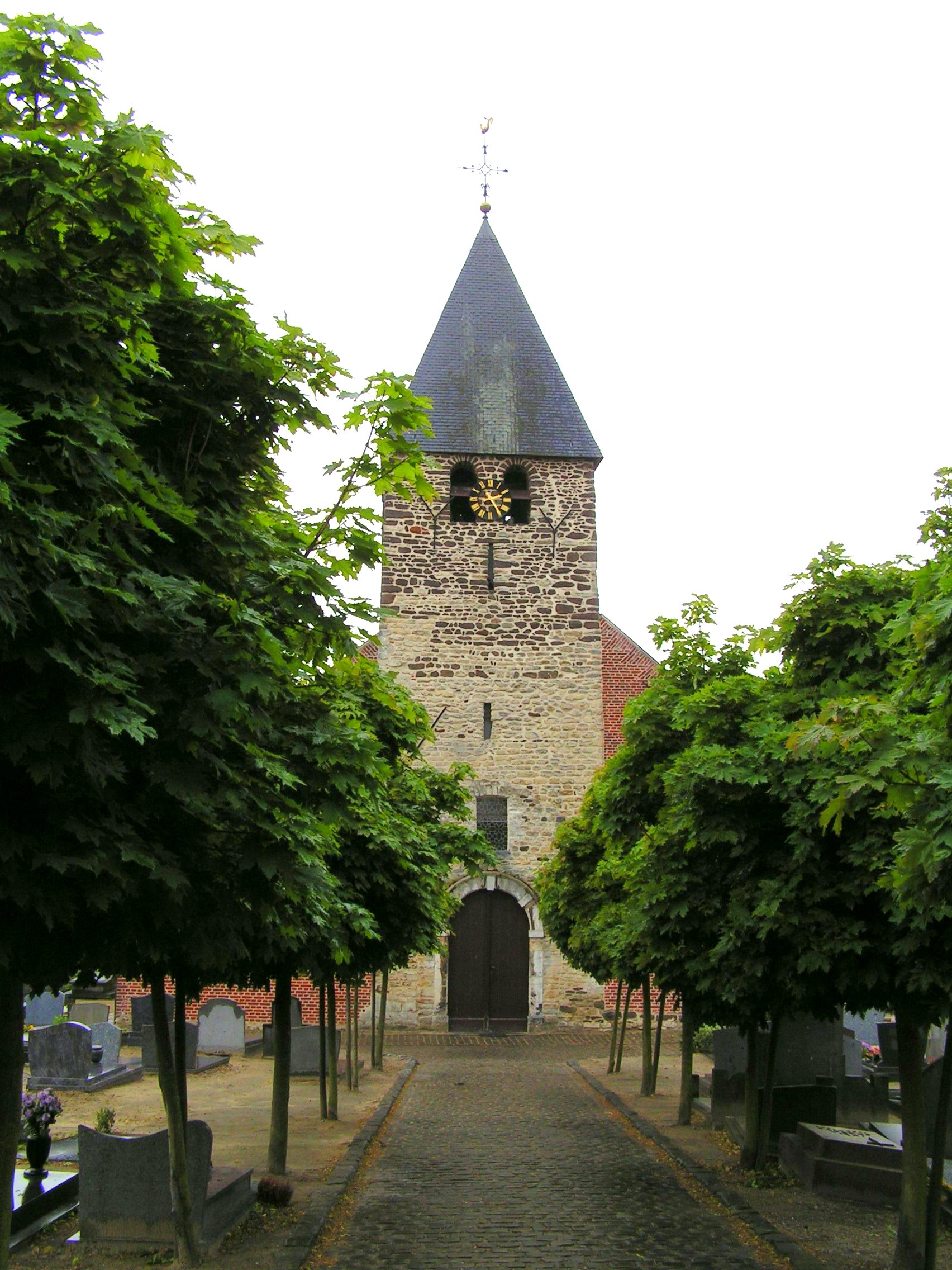
St. Annakirche